# Adjany Costa
Adjany da Silva Freitas Costa (Huambo, 12 de agosto de 1989) é uma bióloga, ictiologista, conservacionista e política angolana. Foi Ministra da Cultura, Turismo e Ambiente de Angola em 2020.
Ela atua como diretora de projeto do Okavango Wilderness Project da National Geographic, que é um esforço plurianual para explorar e pesquisar a bacia do rio Cubango na África para proteger seu ecossistema vital. A bacia do Cubango é a maior área úmida de água doce do sul da África, e seu delta abriga uma das maiores populações de elefantes do mundo, além de uma abundância da vida selvagem mais icônica da África. Além de estudar peixes de água doce nas bacias dos rios Cubango e Cuando. Adjany Costa possui mestrado em biologia marinha.

## Carreira política
Adjany Costa foi nomeada no dia 6 de abril de 2020, como a nova Ministra da Cultura, Turismo e Ambiente pelo Presidente da República, João Lourenço. Adjany Costa foi a pessoa mais jovem a ser nomeada ministra na história de Angola, marca que antes pertencia a Vera Daves (Ministra das Finanças).